# Nemoleon kituanus
Nemoleon kituanus är en insektsart som först beskrevs av Hermann Julius Kolbe 1897.  Nemoleon kituanus ingår i släktet Nemoleon och familjen myrlejonsländor. Inga underarter finns listade i Catalogue of Life.